# Секула, Юлиан
Юлиан Секула (пол. Julian Sekuła; 12 апреля 1951, Закрувек) — польский сотрудник правоохранительных органов и профсоюзный деятель. В ПНР — подпоручик гражданской милиции, организатор независимого профсоюза милиционеров, участник движения Солидарность. После смены общественно-политического строя Польши служил в полиции. Один из руководителей Ассоциации ветеранов милицейского профсоюза «Достоинство».

## Офицер милиции
Родился в деревенской семье из гмины Закшувек. Окончил в Люблине факультет педагогики и психологии Университет Марии Склодовской-Кюри. Поступил на службу в милицию — по его словам, в основном по материально-бытовым соображениям, а также из романтических побуждений.
С 1975 Юлиан Секула служил в следственном отделе 4 дзельницкого комиссариата люблинской милиции. Имел офицерское звание подпоручика. В 1978 вступил в правящую компартию ПОРП.

## Активист профсоюза
В 1980 подпоручик Секула сочувственно отнёсся к забастовочному движению и независимому профсоюзу Солидарность. Участвовал в общественных дискуссиях, выступал за создание милицейского профсоюза, который «следил бы за тем, чтобы милиция защищала общественный порядок, а не подавляла общественное сопротивление „народной власти“». По словам Секулы, он и его единомышленники-милиционеры «не хотели воевать с рабочими». В то же время речь не шла о создании в милиции ячеек «Солидарности» («МВД раздавило бы тут же») — только о политически нейтральном профсоюзе, отстаивающем социальные интересы. При этом он отмечал, что интерес к профсоюзной инициативе проявляли члены ПОРП, каналом агитации являлись партсобрания в комиссариатах и комендатурах.
Весной-летом 1981 Юлиан Секула активно включился в создание Независимого профсоюза сотрудников милиции (ZZ FMO). 29 мая 1981 подпоручик Секула, вместе с плутоновым Збигневом Жмудзяком, выступил соучредителем Люблинской воеводской организации ZZ FMO. 1 июня 1981 участвовал в учредительном съезде милицейского профсоюза в Варшаве, был избран в президиум всепольской учредительной комиссии. Участвовал в переговорах с министром внутренних дел генералом Кищаком.
Власти и в частности МВД жёстко отреагировали на попытку организовать независимый профсоюз милиционеров. Уже 19 июня Секула (как и Жмудзяк) был уволен из органов МВД. После этого вышел из ПОРП. Присутствовал на I съезде «Солидарности», вместе с делегацией ZZ FMO возложил цветы к памятнику павшим рабочим верфи.

Юлиан Секула рассказывал потом, как потрясён он был в тот день дружелюбием окружающих. Подпоручик и не представлял, что люди могут улыбаться милиционеру и крепко пожимать руку.

26 сентября 1981 Юлиан Секула участвовал в акции протеста против отказа в регистрации ZZ FMO. Милицейские активисты собрались в Хала Гвардии, против них было брошено подразделение ЗОМО. 30 ноября Юлиан Секула и Збигнев Жмудзяк были задержаны после профсоюзного заседания, но на следующий день освобождены в результате протестов «Солидарности», особенно рабочих Люблинского автозавода.
Юлиан Секула участвовал в переговорах с Лехом Валенсой о сотрудничестве милицейского профсоюза с «Солидарностью». По его словам, председатель «Солидарности» скорее негативно воспринял инициативу (и это «не удивляет при сегодняшней информации о Валенсе»). Но и профсоюзный актив в целом настороженно относился к «милицейской оппозиции». При этом Секула отмечал: активисты ZZ FMO подвергались самой жёсткой травле в корпоративной среде МВД, их объявляли «изменниками», «пособниками жестокого врага», против них устраивались провокации Службы безопасности. Сближение с «Солидарностью» снизило поддержку ZZ FMO в милицейской среде: готовность отстаивать свои социальные права и специфические интересы далеко не всегда совпадала с готовностью примкнуть к политической оппозиции.
8 декабря группа милицейских активистов начала голодовку на Щецинской судоверфи имени Варского — с требованием легализовать ZZ FMO. К ним примкнул Юлиан Секула. К тому времени милицейские активисты имели достоверную информацию о предстоящем установлении военно-репрессивного режима. Они пытались предупредить лидеров «Солидарности», но те не отнеслись с должной серьёзностью.

## Забастовка, арест, эмиграция
13 декабря 1981 в Польше было введено военное положение. Юлиан Секула принял участие в забастовке Щецинской судоверфи. Он вышел навстречу милиции и ЗОМО, прибывшим для подавления: «Не бойтесь. Рабочие встали за правду, но они безоружны и не будут вас бить».

Стоит ли рисковать собственной жизнью, жизнями своих семей и невинных людей ради клики правителей? Вы хотите, чтобы нация продолжала вас ненавидеть и проклинать? Коллеги, когда начальство приказывает вам применять насилие, не подчиняйтесь ему.

Юлиан Секула.

В первый день военного положения столкновения на Щецинской судоверфи удалось избежать. Юлиан Секула написал обращение к военнослужащим, милиционерам и бойцам ЗОМО — с призывом не подчиняться преступным приказам и уточнением, что международное право в этом случае будет на их стороне. Однако впоследствии Секула признавал, что ощущал беспомощность и обречённость перед превосходящими силами подавления, окружившими судоверфь.
В ночь на 15 декабря ЗОМО при армейской поддержке заняли Щецинскую судоверфь. Юлиан Секула переоделся, прикрыл лицо ушанкой и сумел уйти через ворота. Выводил его рабочий Адам Вишневецкий, члены забастовочной группы безопасности, укрывали в своей квартире рабочие Людвик и Янина Карасевичи. Переждав у них, Секула перебрался в Люблин.
Интернированию Секула не подвергся, но в апреле 1982 был задержан — неосторожно пришёл на стадион смотреть футбол и столкнулся со знакомым офицером милиции. Его доставили в СИЗО Люблинского городского комиссариата, держали около недели, но отпустили после допроса. Несколько лет он жил случайными заработками: на стройке, на мебельной фабрике, даже свинопасом в деревне. Поддерживал постоянную связь с люблинским подпольем «Солидарности». Находился в разработке 3 отдела Люблинского управления МВД. В 1986, воспользовавшись туристической визой, перебрался в ФРГ.

## Возвращение, полиция, Ассоциация
В 1990, после победы «Солидарности», Юлиан Секула вернулся в Польшу. В Третьей Речи Посполитой он вернулся на службу в полицию. Возглавлял оперативно-следственный отдел 4 комиссариата Люблинской городской комендатуры, 7 и 3 комиссариаты, в 1996—2000 был заместителем коменданта. В 2006 вышел на пенсию.
Юлиан Секула участвовал в создании SFMO «Godność» — Ассоциация «Достоинство» — организации ветеранов ZZ FMO. С 2011 — председатель Ассоциации (сменил Виктора Микусиньского). Занимает радикальную антикоммунистическую позицию, считает недостаточной проведённую люстрацию, выступает за более жёсткую чистку полиции от офицеров, скомпрометированных на службе в ПНР.
В 2002 Юлиан Секула награждён Золотым крестом Заслуги, в 2006 — Кавалерским крестом ордена Возрождения Польши, в 2016 — Крестом Свободы и Солидарности.